# Représentations diplomatiques à Saint-Marin

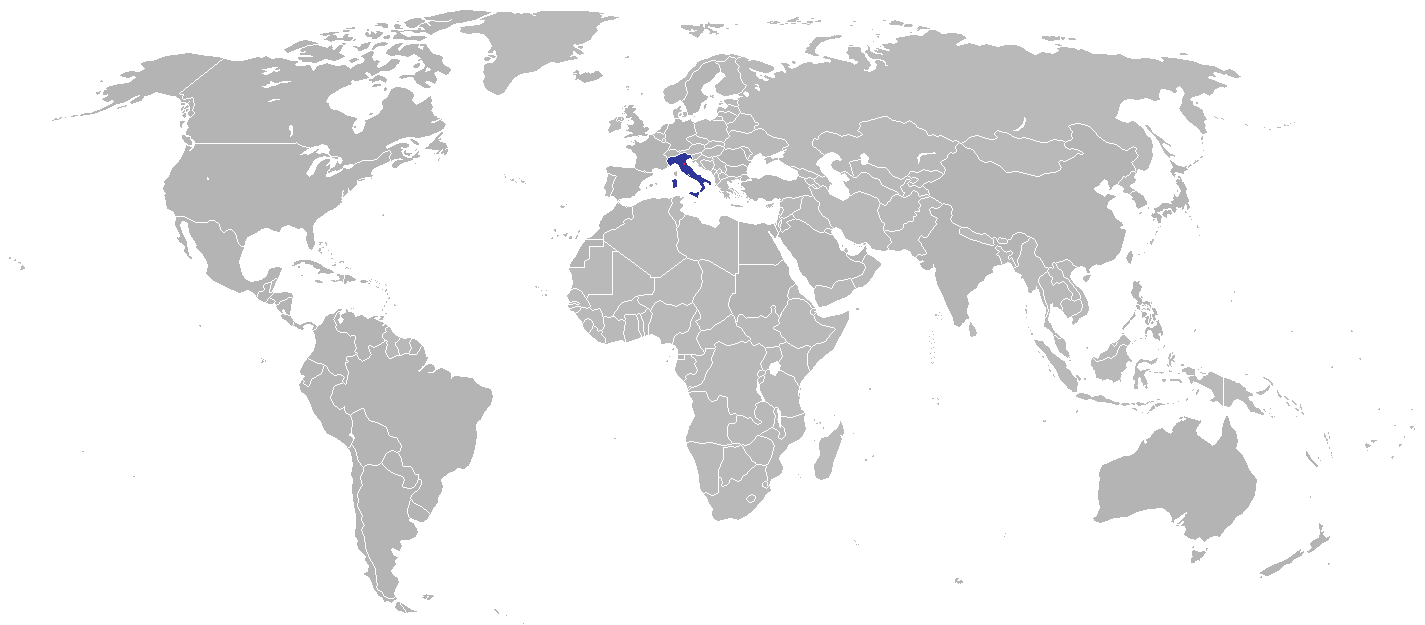
Représentations diplomatiques à Saint-Marin

Cette page répertorie les représentations diplomatiques résidant à Saint-Marin. À l'heure actuelle, le petit pays abrite 3 ambassades. De nombreux autres pays ont des ambassadeurs accrédités à Saint-Marin, la plupart résidant à Rome. Certains pays, tout en accréditant un ambassadeur de Rome, entretiennent des relations quotidiennes et fournissent des services consulaires depuis les consulats généraux dans les villes italiennes voisines, comme Milan ou Florence, ou emploient des consuls honoraires; à l'heure actuelle, huit consulats honoraires sont situés à Saint-Marin: l'Autriche, la Bulgarie, la Croatie, la France, le Japon, le Mexique, Monaco et la Roumanie.

## Ambassades

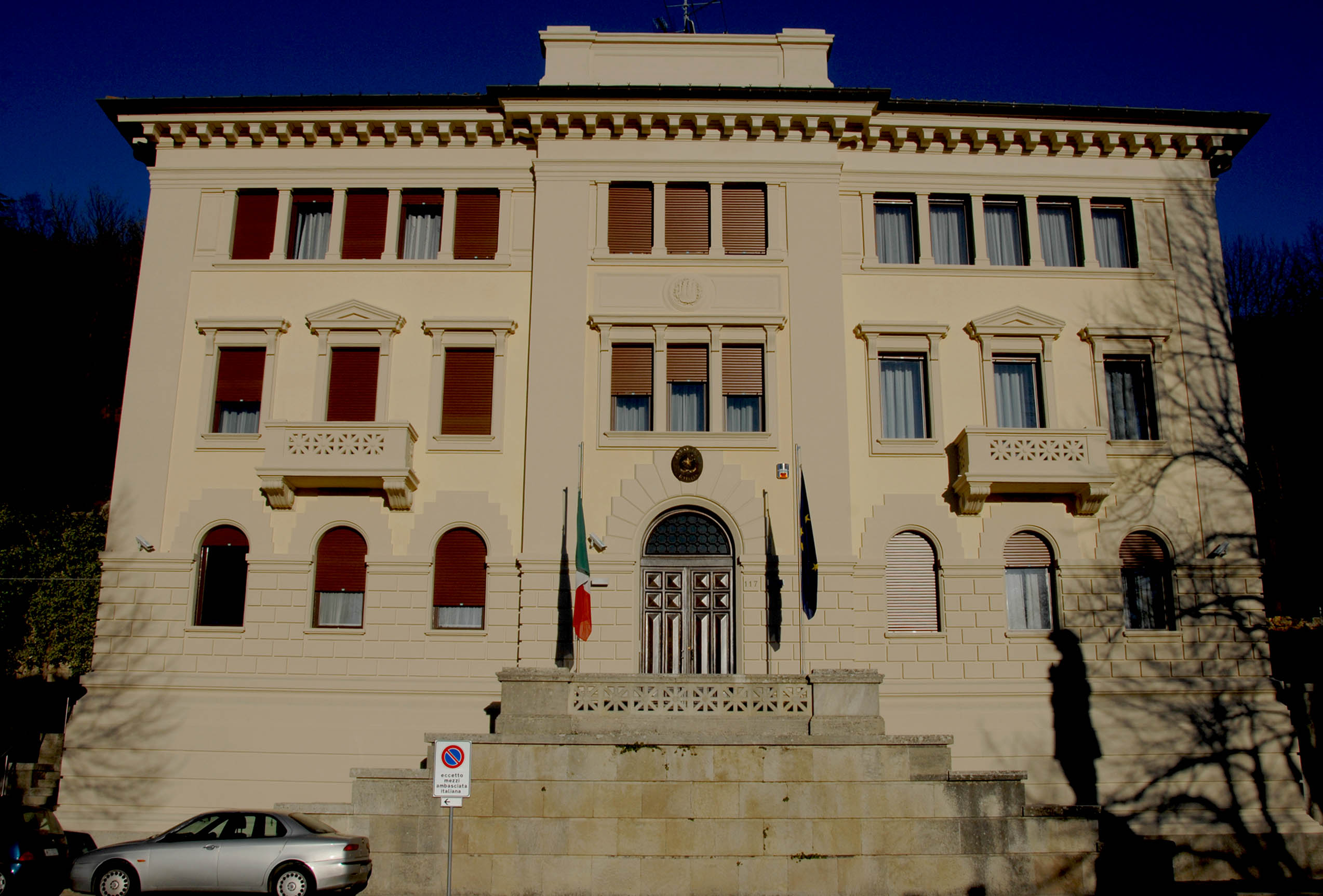
Ambassade d'Italie à Saint-Marin

Résidant dans la ville de Saint-Marin, sauf indication contraire
| - Italie Ordre de Malte (Falciano) - Vatican |

## Consulats honoraires à Saint-Marin
- Autriche
- Bulgarie
- Croatie
- France
- Japon
- Mexique
- Monaco
- Roumanie

## Ambassades non résidentes
Résidant à Rome, sauf indication contraire
| - Afrique du Sud - Albanie - Algérie - Allemagne - Andorre (Andorra la Vella) - Angola - Arabie saoudite - Argentine - Arménie - Australie - Autriche - Azerbaïdjan - Belgique - Biélorussie - Brésil - Bulgarie - Canada - Chili - Chine - Chypre - Colombie - Corée du Nord - Corée du Sud - Croatie - Cuba - Danemark - Égypte - Émirats arabes unis - Espagne - Estonie - États-Unis - Finlande - France - Géorgie - Grèce - Honduras - Hongrie - Inde - Indonésie - Irak - Irlande - Islande (Bruxelles) - Israël - Japon | - Jordanie - Kosovo - Koweït - Lesotho - Lettonie - Liban - Libye - Lituanie - Luxembourg - Malaisie - Malte - Maroc - Mauritanie - Mexique - Monaco - Monténégro - Nicaragua - Nouvelle-Zélande - Norvège - Pakistan - Panama - Pays-Bas - Pérou - Philippines - Pologne - Portugal - Qatar - Tchéquie - Roumanie - Royaume-Uni - Russie - Serbie - Slovaquie - Slovénie - Suède - Suisse - Thaïlande - Tunisie - Turquie - Ukraine - Uruguay - Vietnam - Yémen |